# Baie aveugle

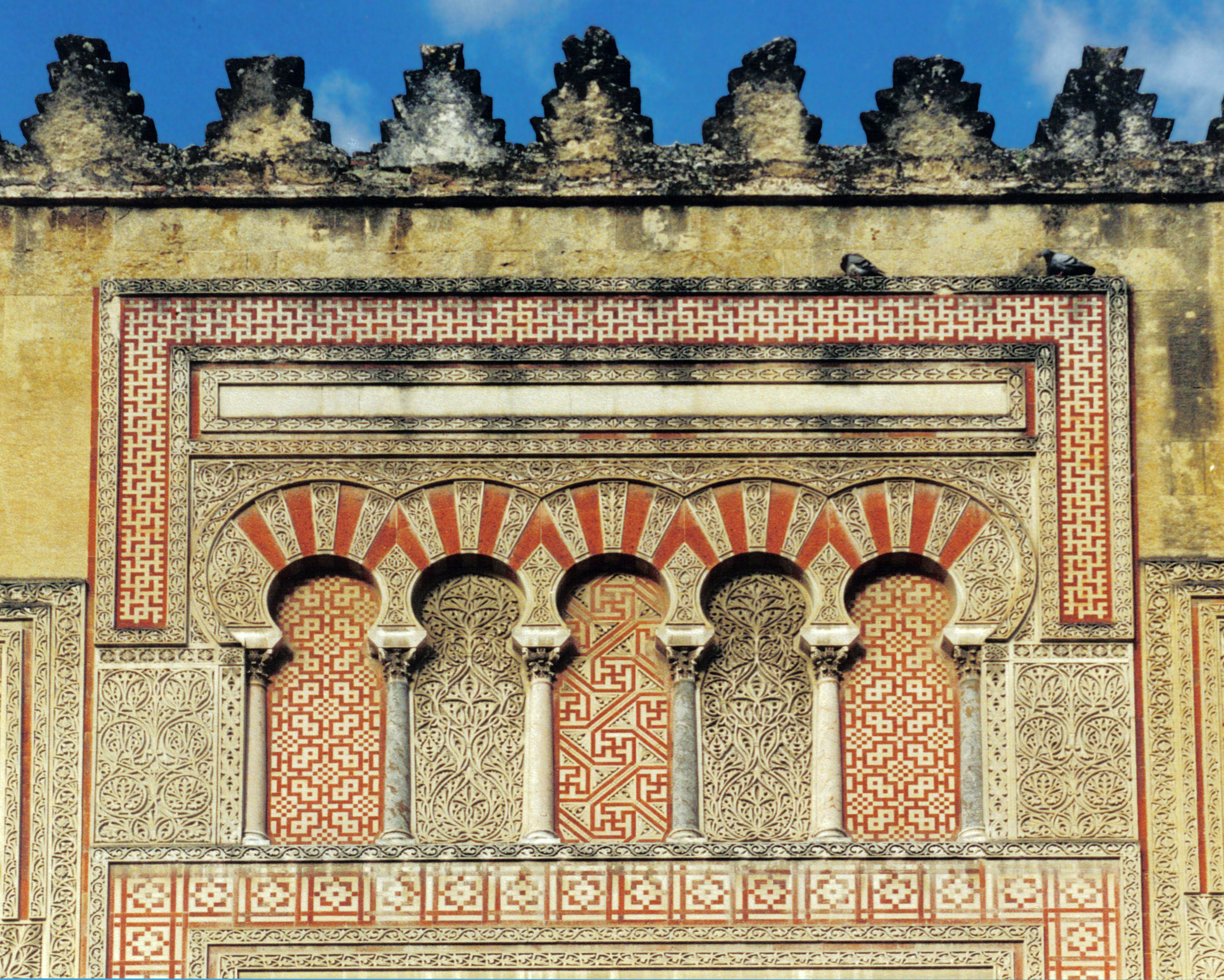
Une arcature de baies aveugles décoratives (mosquée-cathédrale de Cordoue).

Une baie aveugle est une baie simulée que l’on a conçue avec un remplissage en fond. Une fausse fenêtre est aussi un exemple.

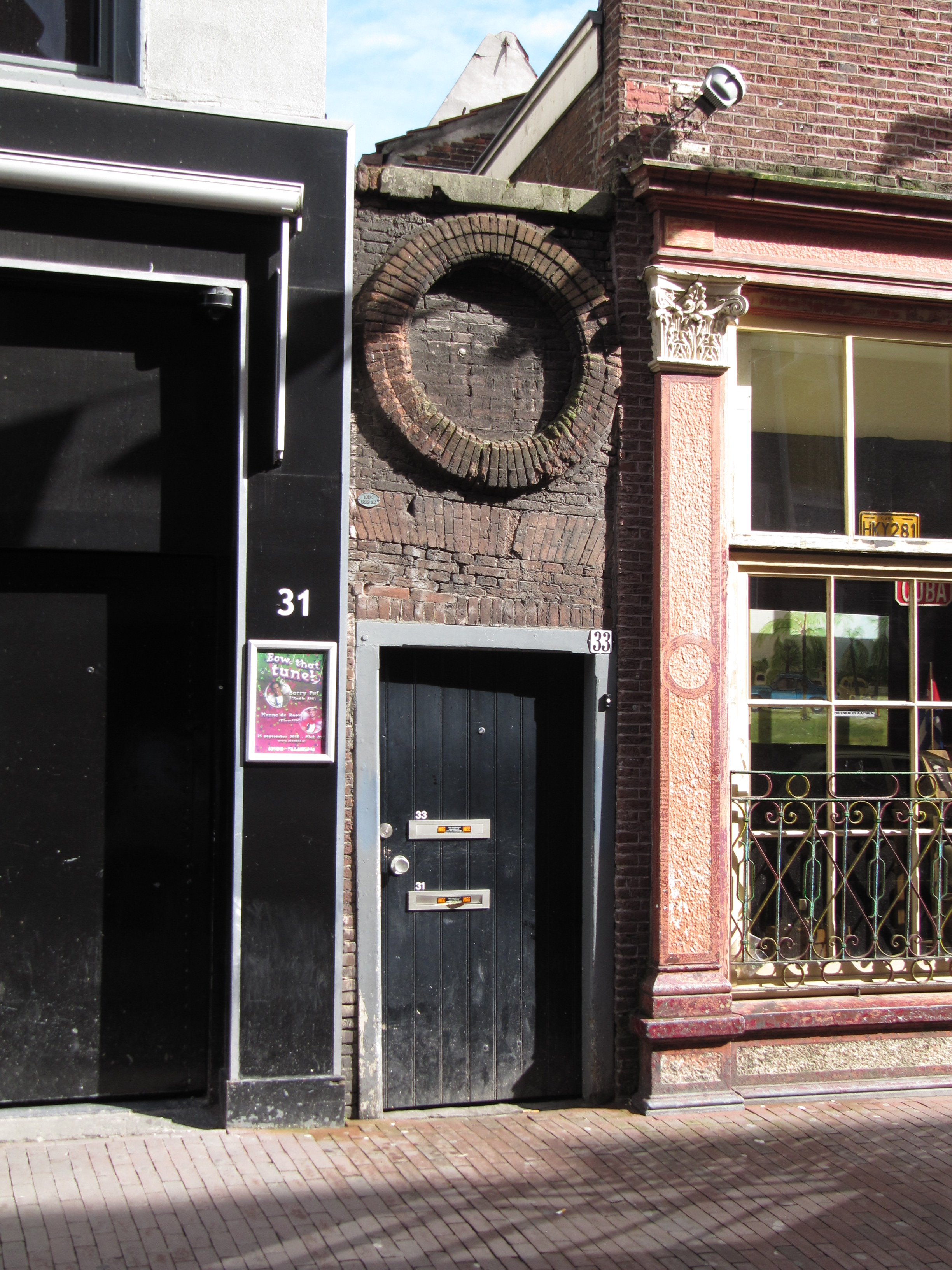
Une fausse fenêtre est située au-dessus de la porte de Smedestraat 33.
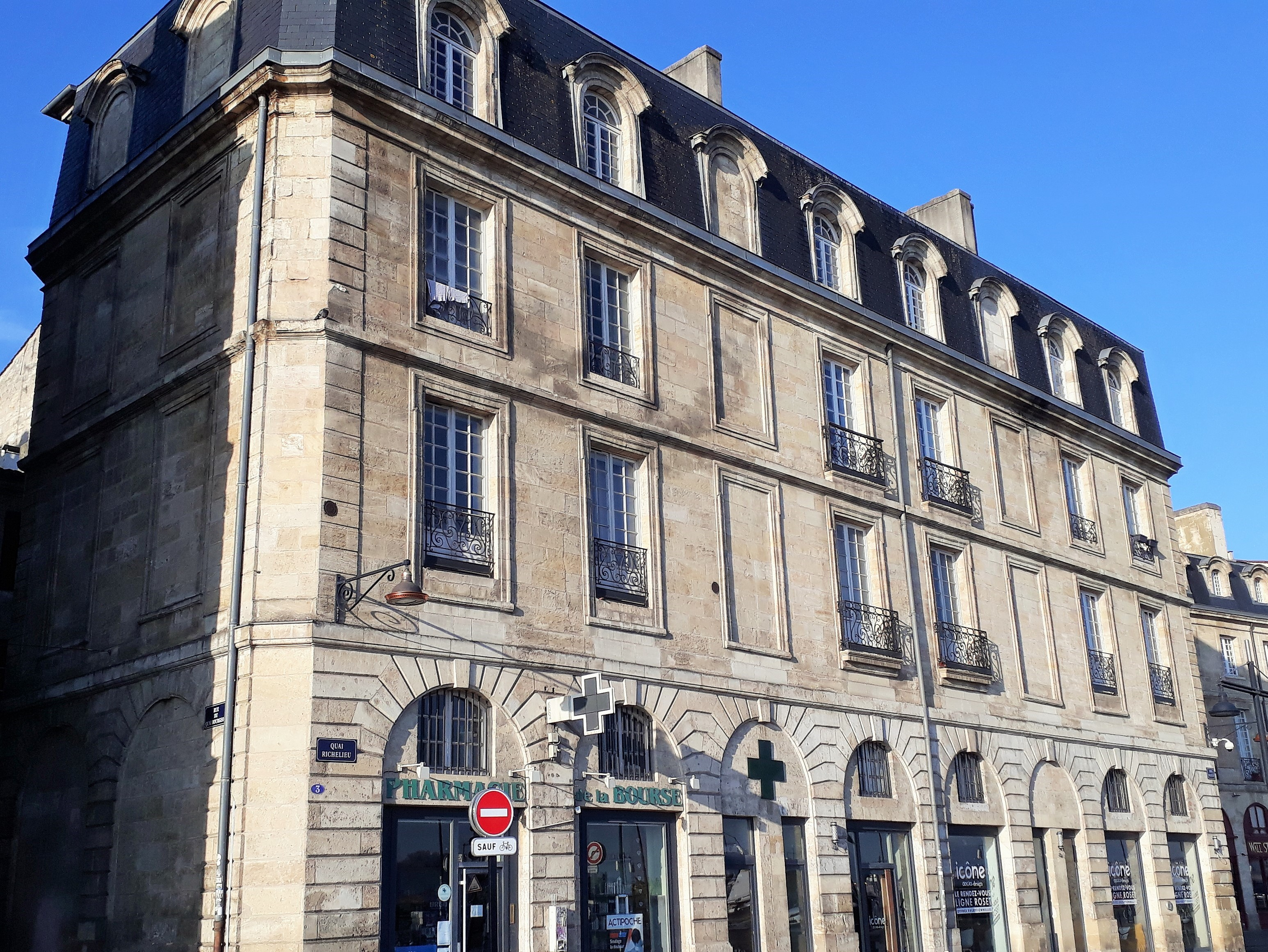
Baies aveugles sur un immeuble du quai Richelieu à Bordeaux.
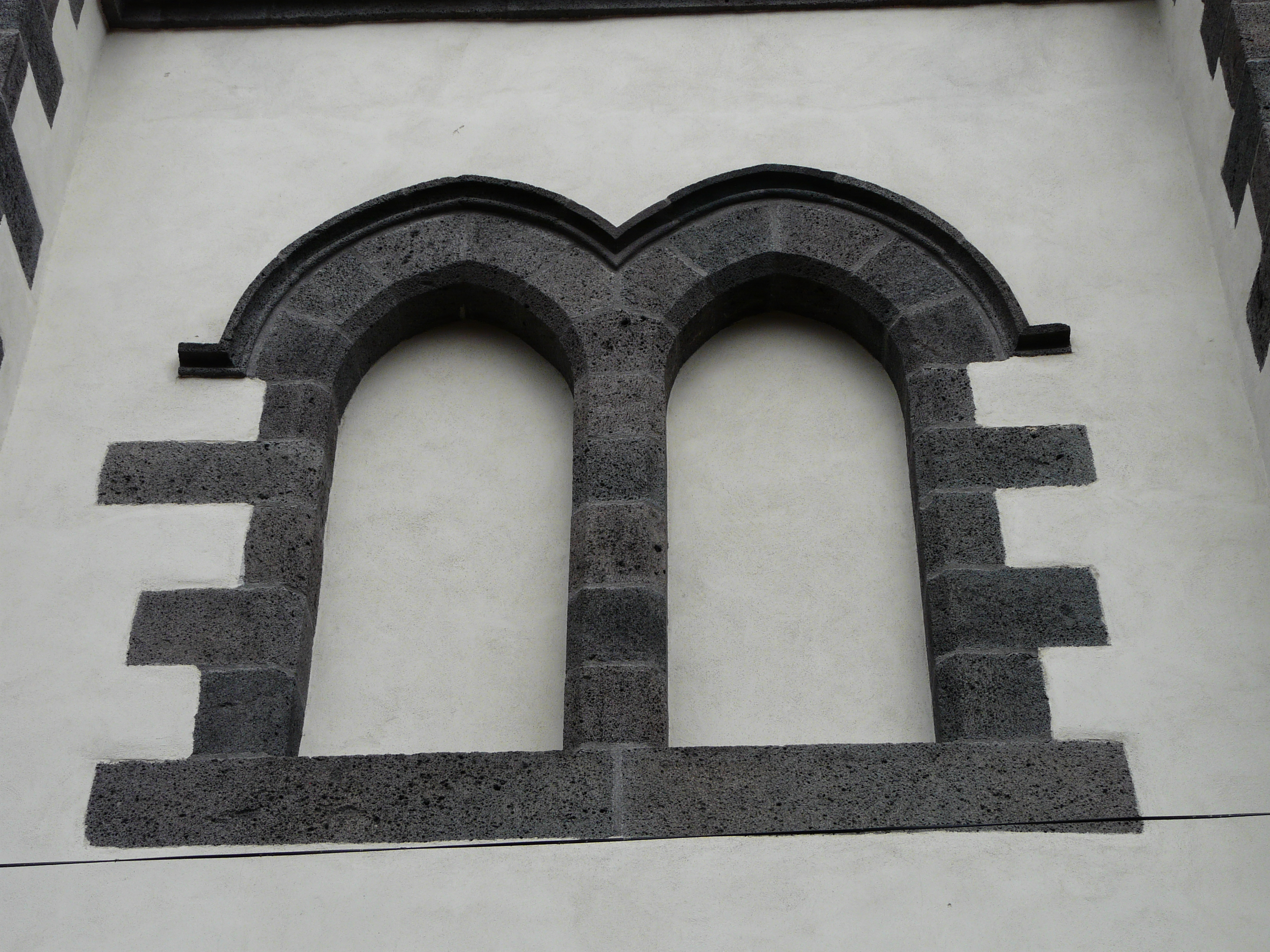
Église de Pontgibaud.